# Megachoriolaus clarkei
Megachoriolaus clarkei är en skalbaggsart som beskrevs av Monné M. L. och Monné M. A. 2008. Megachoriolaus clarkei ingår i släktet Megachoriolaus och familjen långhorningar. Inga underarter finns listade i Catalogue of Life.